# ملاقات با سنت نیکلاس (فیلم ۱۹۰۵)
«ملاقات با سنت نیکلاس» (انگلیسی: The Night Before Christmas (1905 film)) فیلمی در ژانر فانتزی به کارگردانی ادوین اس پورتر است که در سال ۱۹۰۵ منتشر شد.